# Escuela Internacional del Sagrado Corazón
La Escuela Internacional del Sagrado Corazón (en japonés: 聖心インターナショナルスクール) es una escuela que va desde la educación inicial  hasta la educación secundaria 1 al 12 (todos para chicas). Está ubicada en Tokio, la capital del país asiático de Japón y fue fundada en 1908. Como parte de la Red de Colegios del Sagrado Corazón está afiliado con las escuelas e instituciones de 44 países. La Escuela Internacional del Sagrado Corazón (ISSH) es una escuela católica multicultural. Las clases de educación inicial para 3, 4 y 5 años de edad son mixtas, mientras que los grados 1 al 12 son sólo para las niñas. ISSH pertenece a una red mundial de las Escuelas del Sagrado Corazón. 